# Conliège
Conliège é uma comuna francesa na região administrativa de Borgonha-Franco-Condado, no departamento de Jura. Estende-se por uma área de 6,05 km². Em 2010 a comuna tinha 690 habitantes (densidade: 114 hab./km²).